# 8023 Josephwalker
8023 Josephwalker eller 1991 DD är en asteroid i huvudbältet som upptäcktes den 17 februari 1991 av den japanska astronomen Takeshi Urata vid Nihondaira-observatoriet. Den är uppkallad efter den amerikanske testpiloten Joseph A. Walker.
Asteroiden har en diameter på ungefär 3 kilometer.